# Скопска гора
31° 47′ 33″ N 35° 14′ 39″ E / 31.79250° С; 35.24417° И
Скопска гора (хебр. הַר הַצּוֹפִים, Har HaTzofim; арап. جبل المشارف, Ǧabal al-Mašārif) је брдо која се налази око Јерусалима, Израел.
Ово брдо је било веома значајно за време на битке која је била вођена за Јерусалим, односно током опсаде у време Римског царства, Првог крсташког рата, конфликта из 1948. година. Након Шестодневног рата, Скопска гора је припала Израелу.
На овом брду се налази Хебрејски универзитет, Ал-Исавија, болница Аугуста Викторија.

## Галерија
- Хебрејски универзитет
- Национална ботаничка башта Израела
- Национално седиште полиције Израела
- Британско гробље у Јерусалиму
- Пећина Никанора
- Хадасах болница - Скопус
- Академија уметности и дизајна Бесалел